# Бриакан
Бриака́н — село в районе имени Полины Осипенко Хабаровского края. Административный центр Бриаканского сельского поселения.
Население по данным 2011 года — 1170 человек; по населению Бриакан занимает второе место в районе после райцентра — села имени Полины Осипенко, с которым связан дорогой с твёрдым покрытием.

## История
Первые исследователи посещали и писали о стойбище Бурукан. В прошлом Бурукан являлся центром охотоморских ярмарок. Через Бурукан кочевали к морю, через него возвращались на Амгунь. «Бурукан» в переводе с негидальского — гора, обращённая к солнцу. В заселении Приамгунья определённую роль сыграло разрешение на частное предпринимательство в добыче золота на Дальнем востоке. С 1870 года в районе началась добыча металла.
Посёлок Бриакан основан в 1930 году. Название негидальское, оно произошло от реки Бриакан (Разрез), которая берёт своё начало среди крутых сопок и протянулась на 18 км, означает «долина счастья, удачи», «тёмная река».
При строительстве посёлка Бриакан и драги в 1933 году в механической мастерской был установлен паровой котёл и паровая машина. Там был установлен первый генератор постоянного тока, мощностью 16 киловатт. Он служил целям освещения производственных и жилых зданий посёлка Бриакан. В 1939 году на Бриакане стоял коммутатор на 30 номеров.

## Население
| 1992 | 2002  | 2010  | 2011  | 2012  | 2021 |
| ---- | ----- | ----- | ----- | ----- | ---- |
| 1900 | ↘1450 | ↘1173 | ↘1171 | ↘1136 | ↘836 |

## Достопримечательности
В Бриакане напротив клуба установлен памятник ветераном Великой Отечественной Войны. Всего на этом мемориале записано 42 фамилии.
Через несколько метров находится история Бриакана и известных людей из этого села